# Anna Sundström
Anna Sundström, geboren als Anna Christina Persdotter (26 februari 1785 in Kymlinge, Spånga – 1871), was een Zweedse chemicus. Ze was assistent van de chemicus Jöns Jacob Berzelius van 1808 tot 1836. Anna Sundström wordt de eerste vrouwelijke chemicus in Zweden genoemd.

## Biografie
Anna Persdotter was de dochter van de boer Per Jansson en nam later de naam Sundström aan. Al vroeg verhuisde ze naar de hoofdstad om te werken, en in 1808 werkte ze als huishoudster van Jöns Jacob Berzelius, die werd beschouwd als een van de vaders van de moderne chemie. Ze trad tijdens zijn onderzoek in feite op als zijn assistent en medewerker. Tijdens het werk werd ze geschoold in de scheikunde en heeft daar een enorme kennis aan opgedaan. Volgens Berzelius was ze: "zo gewend aan al mijn apparatuur en hun namen, dat ik haar zonder aarzelen zoutzuur kon laten distilleren." Sundström beheerde Berzelius' laboratorium en hield toezicht op zijn studenten, die haar liefkozend "strenge Anna" noemden.
Ze werd gedwongen haar baan te beëindigen toen Berzelius in 1836 met Elisabeth Poppius trouwde.
Hier is een deel van het werk dat Berzelius heeft gedaan in de periode dat Sundström hem assisteerde:
- De elektrochemische reactietheorie, die concludeert dat een elektrische stroom tussen twee stoffen kan worden gestuurd om een verandering van elektronen te initiëren.
- Elektrochemisch dualisme, een van zijn beter bekende werken. Het betrof de Zuil van Volta, die werd gebruikt in de eerste elektrische batterij die in 1803 door Humphrey Davy was uitgevonden, en het vermogen ervan om chemisch zodanig te ontbinden dat ze in twee tegengesteld geladen componenten werden afgebroken.
- Stoichiometrie in anorganische chemie, waarbij de atoomgewichten van elementen en de formules voor alle anorganische verbindingen worden geplaatst.
- De ontdekking van de elementen vanadium, lanthaan, didymium, erbium, terbium en seleen.[3]

## Nalatenschap
De afdeling anorganische chemie van de Zweedse Chemische Vereniging selecteert elk jaar het beste Zweedse proefschrift in de anorganische chemie en reikt de auteur de Anna Sundström Award uit.